# Juan Antonio Ceronio

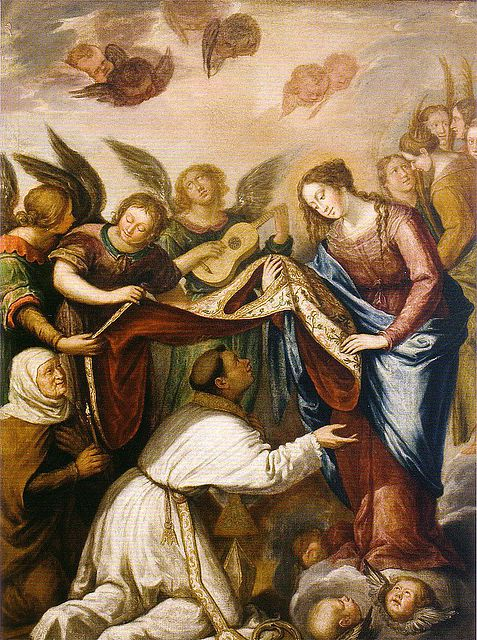
La imposición de la casulla a san Ildefonso, óleo sobre lienzo, 2,06 x 1,20 cm, Madrid, Convento de las Trinitarias Descalzas.

Juan Antonio Ceronio, o Ceroni (documentado entre 1653-1657), pintor barroco activo en Madrid, hijo de Juan Antonio Ceroni, escultor italiano afincado en España. 
Lázaro Díaz del Valle, en las inacabadas Vidas de pintores que dejó manuscritas, le dedicó una breve, pero afectuosa, semblanza biográfica, que es prácticamente cuanto se sabe de él: «pintor vecino de Madrid hijo de Juan Antonio Cerón milanés escultor excelente que hizo los ángeles del panteón nuevo del Convento Real del Escorial y la Portada de S. Estevan de Salamanca y otras estatuas de Stuchi que están en el Pardo. El dicho su hijo es mozo muy virtuoso y buen pintor y colorista. Es poco dichoso por no ser entrometido y ser de natural melancólico. Vive este año de 1657 en Madrid». En 1653 tenía ya establecido taller, pues en dicho año recurrió a la justicia para que se embargasen unas pinturas a un desconocido Antonio Grojano, que las había recibido de un oficial de su taller, Ginés de Cáceres, fugado de él dejándole algunas cuentas pendientes.
Es pintor de sólo dos obras conocidas: la Imposición de la casulla a San Ildefonso del Convento de las Trinitarias Descalzas de San Ildefonso de Madrid, firmada «Juan Antonio Çernio», obra de rico color veneciano y composición inspirada en estampas, y el San José con el Niño del Monasterio Cisterciense del Santísimo Sacramento de Boadilla del Monte (Madrid), dado a conocer recientemente, con una figura de san José de serena y noble dignidad que confirma las dotes de buen colorista de Ceronio, próximo al hacer de Francisco Camilo.